# استاندارد جهانی طبقه‌بندی صنایع
استاندارد طبقه‌بندی جهانی صنایع (GICS) یک طبقه‌بندی صنعتی است که در سال ۱۹۹۹ میلادی توسط MSCI و رتبه‌بندی جهانی S&P برای استفاده در جامعه مالی جهانی ایجاد شده‌است. ساختار GICS از ۱۱ بخش، 24 گروه صنعتی، 68 صنعت و 157زیرصنعت تشکیل شده که S&P همهٔ شرکت‌های عمومی بزرگ را طبقه‌بندی کرده‌است. این سیستم مشابه ICB (معیار طبقه‌بندی صنعت)، یک ساختار طبقه‌بندی شده توسط گروه FTSE است.
GICS به عنوان مبنایی برای شاخص‌های بازار مالی S&P و MSCI مورد استفاده قرار می‌گیرد که در آن هر شرکت بر اساس فعالیت اصلی تجاری خود، به یک زیرصنعت، یک صنعت، یک گروه صنعتی و یک بخش اختصاص می‌یابد.
"GICS" علامت تجاری ثبت شده شرکت McGraw Hill Financial و MSCI است.

## طبقه‌بندی
| بخش | بخش             | گروه صنعتی | گروه صنعتی                         | صنعت   | صنعت                                             | زیرصنعت  | زیرصنعت                                    |
| --- | --------------- | ---------- | ---------------------------------- | ------ | ------------------------------------------------ | -------- | ------------------------------------------ |
| ۱۰  | انرژی           | ۱۰۱۰       | انرژی                              | ۱۰۱۰۱۰ | خدمات و تجهیزات انرژی                            | ۱۰۱۰۱۰۱۰ | حفاری نفت و گاز                            |
| ۱۰  | انرژی           | ۱۰۱۰       | انرژی                              | ۱۰۱۰۱۰ | خدمات و تجهیزات انرژی                            | ۱۰۱۰۱۰۲۰ | خدمات و تجهیزات نفت و گاز                  |
| ۱۰  | انرژی           | ۱۰۱۰       | انرژی                              | ۱۰۱۰۲۰ | نفت، گاز و سوخت‌های مصرفی                         | ۱۰۱۰۲۰۱۰ | نفت و گاز یکپارچه                          |
| ۱۰  | انرژی           | ۱۰۱۰       | انرژی                              | ۱۰۱۰۲۰ | نفت، گاز و سوخت‌های مصرفی                         | ۱۰۱۰۲۰۲۰ | اکتشاف و تولید نفت و گاز                   |
| ۱۰  | انرژی           | ۱۰۱۰       | انرژی                              | ۱۰۱۰۲۰ | نفت، گاز و سوخت‌های مصرفی                         | ۱۰۱۰۲۰۳۰ | پالایش و بازاریابی نفت و گاز               |
| ۱۰  | انرژی           | ۱۰۱۰       | انرژی                              | ۱۰۱۰۲۰ | نفت، گاز و سوخت‌های مصرفی                         | ۱۰۱۰۲۰۴۰ | ذخیره‌سازی و حمل و نقل نفت و گاز            |
| ۱۰  | انرژی           | ۱۰۱۰       | انرژی                              | ۱۰۱۰۲۰ | نفت، گاز و سوخت‌های مصرفی                         | ۱۰۱۰۲۰۵۰ | زغال‌سنگ و سوخت‌های مصرفی                    |
| ۱۵  | مواد            | ۱۵۱۰       | مواد                               | ۱۵۱۰۱۰ | مواد شیمیایی                                     | ۱۵۱۰۱۰۱۰ | کالای شیمیایی                              |
| ۱۵  | مواد            | ۱۵۱۰       | مواد                               | ۱۵۱۰۱۰ | مواد شیمیایی                                     | ۱۵۱۰۱۰۲۰ | مواد شیمیایی متنوع                         |
| ۱۵  | مواد            | ۱۵۱۰       | مواد                               | ۱۵۱۰۱۰ | مواد شیمیایی                                     | ۱۵۱۰۱۰۳۰ | کودها و مواد شیمیایی کشاورزی               |
| ۱۵  | مواد            | ۱۵۱۰       | مواد                               | ۱۵۱۰۱۰ | مواد شیمیایی                                     | ۱۵۱۰۱۰۴۰ | گازهای صنعتی                               |
| ۱۵  | مواد            | ۱۵۱۰       | مواد                               | ۱۵۱۰۱۰ | مواد شیمیایی                                     | ۱۵۱۰۱۰۵۰ | مواد شیمیایی تخصصی                         |
| ۱۵  | مواد            | ۱۵۱۰       | مواد                               | ۱۵۱۰۲۰ | مصالح ساختمانی                                   | ۱۵۱۰۲۰۱۰ | مصالح ساختمانی                             |
| ۱۵  | مواد            | ۱۵۱۰       | مواد                               | ۱۵۱۰۳۰ | ظروف و بسته‌بندی                                  | ۱۵۱۰۳۰۱۰ | ظروف فلزی و شیشه‌ای                         |
| ۱۵  | مواد            | ۱۵۱۰       | مواد                               | ۱۵۱۰۳۰ | ظروف و بسته‌بندی                                  | ۱۵۱۰۳۰۲۰ | بسته‌بندی کاغذی                             |
| ۱۵  | مواد            | ۱۵۱۰       | مواد                               | ۱۵۱۰۴۰ | فلزات و معدن                                     | ۱۵۱۰۴۰۱۰ | آلومینیوم                                  |
| ۱۵  | مواد            | ۱۵۱۰       | مواد                               | ۱۵۱۰۴۰ | فلزات و معدن                                     | ۱۵۱۰۴۰۲۰ | فلزات و معادن متنوع                        |
| ۱۵  | مواد            | ۱۵۱۰       | مواد                               | ۱۵۱۰۴۰ | فلزات و معدن                                     | ۱۵۱۰۴۰۲۵ | مس                                         |
| ۱۵  | مواد            | ۱۵۱۰       | مواد                               | ۱۵۱۰۴۰ | فلزات و معدن                                     | ۱۵۱۰۴۰۳۰ | طلا                                        |
| ۱۵  | مواد            | ۱۵۱۰       | مواد                               | ۱۵۱۰۴۰ | فلزات و معدن                                     | ۱۵۱۰۴۰۴۰ | فلزات گرانبها و مواد معدنی                 |
| ۱۵  | مواد            | ۱۵۱۰       | مواد                               | ۱۵۱۰۴۰ | فلزات و معدن                                     | ۱۵۱۰۴۰۴۵ | نقره                                       |
| ۱۵  | مواد            | ۱۵۱۰       | مواد                               | ۱۵۱۰۴۰ | فلزات و معدن                                     | ۱۵۱۰۴۰۵۰ | فولاد                                      |
| ۱۵  | مواد            | ۱۵۱۰       | مواد                               | ۱۵۱۰۵۰ | محصولات کاغذی و جنگلی                            | ۱۵۱۰۵۰۱۰ | محصولات جنگلی                              |
| ۱۵  | مواد            | ۱۵۱۰       | مواد                               | ۱۵۱۰۵۰ | محصولات کاغذی و جنگلی                            | ۱۵۱۰۵۰۲۰ | محصولات کاغذی                              |
| ۲۰  | صنایع           | ۲۰۱۰       | کالای سرمایه‌ای                     | ۲۰۱۰۱۰ | هوافضا و دفاع                                    | ۲۰۱۰۱۰۱۰ | هوافضا و دفاع                              |
| ۲۰  | صنایع           | ۲۰۱۰       | کالای سرمایه‌ای                     | ۲۰۱۰۲۰ | محصولات ساختمانی                                 | ۲۰۱۰۲۰۱۰ | محصولات ساختمانی                           |
| ۲۰  | صنایع           | ۲۰۱۰       | کالای سرمایه‌ای                     | ۲۰۱۰۳۰ | ساخت‌وساز و مهندسی                                | ۲۰۱۰۳۰۱۰ | ساخت‌وساز و مهندسی                          |
| ۲۰  | صنایع           | ۲۰۱۰       | کالای سرمایه‌ای                     | ۲۰۱۰۴۰ | تجهیزات الکتریکی                                 | ۲۰۱۰۴۰۱۰ | قطعات و تجهیزات الکتریکی                   |
| ۲۰  | صنایع           | ۲۰۱۰       | کالای سرمایه‌ای                     | ۲۰۱۰۴۰ | تجهیزات الکتریکی                                 | ۲۰۱۰۴۰۲۰ | تجهیزات الکتریکی سنگین                     |
| ۲۰  | صنایع           | ۲۰۱۰       | کالای سرمایه‌ای                     | ۲۰۱۰۵۰ | صنایع خوشه‌ای                                     | ۲۰۱۰۵۰۱۰ | صنایع خوشه‌ای                               |
| ۲۰  | صنایع           | ۲۰۱۰       | کالای سرمایه‌ای                     | ۲۰۱۰۶۰ | ماشین‌آلات                                        | ۲۰۱۰۶۰۱۰ | ماشین‌آلات ساختمانی و کامیون‌های سنگین       |
| ۲۰  | صنایع           | ۲۰۱۰       | کالای سرمایه‌ای                     | ۲۰۱۰۶۰ | ماشین‌آلات                                        | ۲۰۱۰۶۰۱۵ | ماشین‌آلات کشاورزی و مزرعه                  |
| ۲۰  | صنایع           | ۲۰۱۰       | کالای سرمایه‌ای                     | ۲۰۱۰۶۰ | ماشین‌آلات                                        | ۲۰۱۰۶۰۲۰ | ماشین‌آلات صنعتی                            |
| ۲۰  | صنایع           | ۲۰۱۰       | کالای سرمایه‌ای                     | ۲۰۱۰۷۰ | شرکت‌های بازرگانی و توزیع‌کننده                    | ۲۰۱۰۷۰۱۰ | شرکت‌های بازرگانی و توزیع‌کننده              |
| ۲۰  | صنایع           | ۲۰۲۰       | خدمات تجاری و حرفه‌ای               | ۲۰۲۰۱۰ | خدمات و لوازم تجاری                              | ۲۰۲۰۱۰۱۰ | چاپ تجاری                                  |
| ۲۰  | صنایع           | ۲۰۲۰       | خدمات تجاری و حرفه‌ای               | ۲۰۲۰۱۰ | خدمات و لوازم تجاری                              | ۲۰۲۰۱۰۵۰ | خدمات محیط زیستی و تحصیلات                 |
| ۲۰  | صنایع           | ۲۰۲۰       | خدمات تجاری و حرفه‌ای               | ۲۰۲۰۱۰ | خدمات و لوازم تجاری                              | ۲۰۲۰۱۰۶۰ | خدمات و لوازم اداری                        |
| ۲۰  | صنایع           | ۲۰۲۰       | خدمات تجاری و حرفه‌ای               | ۲۰۲۰۱۰ | خدمات و لوازم تجاری                              | ۲۰۲۰۱۰۷۰ | خدمات پشتیبانی متنوع                       |
| ۲۰  | صنایع           | ۲۰۲۰       | خدمات تجاری و حرفه‌ای               | ۲۰۲۰۱۰ | خدمات و لوازم تجاری                              | ۲۰۲۰۱۰۸۰ | خدمات امنیتی و هشداردهنده                  |
| ۲۰  | صنایع           | ۲۰۲۰       | خدمات تجاری و حرفه‌ای               | ۲۰۲۰۲۰ | خدمات حرفه‌ای                                     | ۲۰۲۰۲۰۱۰ | منابع انسانی و خدمات استخدامی              |
| ۲۰  | صنایع           | ۲۰۲۰       | خدمات تجاری و حرفه‌ای               | ۲۰۲۰۲۰ | خدمات حرفه‌ای                                     | ۲۰۲۰۲۰۲۰ | خدمات تحقیق و مشاوره                       |
| ۲۰  | صنایع           | ۲۰۳۰       | حمل و نقل                          | ۲۰۳۰۱۰ | حمل و نقل هوایی و لجیستیک                        | ۲۰۳۰۱۰۱۰ | حمل و نقل هوایی و لجیستیک                  |
| ۲۰  | صنایع           | ۲۰۳۰       | حمل و نقل                          | ۲۰۳۰۲۰ | شرکت‌های هواپیمایی                                | ۲۰۳۰۲۰۱۰ | شرکت‌های هواپیمایی                          |
| ۲۰  | صنایع           | ۲۰۳۰       | حمل و نقل                          | ۲۰۳۰۳۰ | ترابری دریایی                                    | ۲۰۳۰۳۰۱۰ | ترابری دریایی                              |
| ۲۰  | صنایع           | ۲۰۳۰       | حمل و نقل                          | ۲۰۳۰۴۰ | جاده و راه‌آهن                                    | ۲۰۳۰۴۰۱۰ | راه‌آهن                                     |
| ۲۰  | صنایع           | ۲۰۳۰       | حمل و نقل                          | ۲۰۳۰۴۰ | جاده و راه‌آهن                                    | ۲۰۳۰۴۰۲۰ | کامیون‌سازی                                 |
| ۲۰  | صنایع           | ۲۰۳۰       | حمل و نقل                          | ۲۰۳۰۵۰ | زیرساخت حمل و نقل                                | ۲۰۳۰۵۰۱۰ | خدمات فرودگاهی                             |
| ۲۰  | صنایع           | ۲۰۳۰       | حمل و نقل                          | ۲۰۳۰۵۰ | زیرساخت حمل و نقل                                | ۲۰۳۰۵۰۲۰ | بزرگراه‌ها و خطوط راه‌آهن                    |
| ۲۰  | صنایع           | ۲۰۳۰       | حمل و نقل                          | ۲۰۳۰۵۰ | زیرساخت حمل و نقل                                | ۲۰۳۰۵۰۳۰ | بندرها و خدمات دریایی                      |
| ۲۵  | لوازم مصرفی     | ۲۵۱۰       | خودرو و قطعات آن                   | ۲۵۱۰۱۰ | قطعات خودرو                                      | ۲۵۱۰۱۰۱۰ | قطعات و تجهیزات خودرو                      |
| ۲۵  | لوازم مصرفی     | ۲۵۱۰       | خودرو و قطعات آن                   | ۲۵۱۰۱۰ | قطعات خودرو                                      | ۲۵۱۰۱۰۲۰ | لاستیک خودرو و مواد لاستیکی                |
| ۲۵  | لوازم مصرفی     | ۲۵۱۰       | خودرو و قطعات آن                   | ۲۵۱۰۲۰ | خودرو                                            | ۲۵۱۰۲۰۱۰ | تولیدکنندگان خودرو                         |
| ۲۵  | لوازم مصرفی     | ۲۵۱۰       | خودرو و قطعات آن                   | ۲۵۱۰۲۰ | خودرو                                            | ۲۵۱۰۲۰۲۰ | تولیدکنندگان موتورسیکلت                    |
| ۲۵  | لوازم مصرفی     | ۲۵۲۰       | لوازم بادوام مصرفی و پوشاک         | ۲۵۲۰۱۰ | لوازم خانگی بادوام                               | ۲۵۲۰۱۰۱۰ | لوازم الکترونیکی مصرفی                     |
| ۲۵  | لوازم مصرفی     | ۲۵۲۰       | لوازم بادوام مصرفی و پوشاک         | ۲۵۲۰۱۰ | لوازم خانگی بادوام                               | ۲۵۲۰۱۰۲۰ | مبلمان خانگی                               |
| ۲۵  | لوازم مصرفی     | ۲۵۲۰       | لوازم بادوام مصرفی و پوشاک         | ۲۵۲۰۱۰ | لوازم خانگی بادوام                               | ۲۵۲۰۱۰۳۰ | خانه‌سازی                                   |
| ۲۵  | لوازم مصرفی     | ۲۵۲۰       | لوازم بادوام مصرفی و پوشاک         | ۲۵۲۰۱۰ | لوازم خانگی بادوام                               | ۲۵۲۰۱۰۴۰ | وسایل خانگی                                |
| ۲۵  | لوازم مصرفی     | ۲۵۲۰       | لوازم بادوام مصرفی و پوشاک         | ۲۵۲۰۱۰ | لوازم خانگی بادوام                               | ۲۵۲۰۱۰۵۰ | وسایل خانگی و تخصصی                        |
| ۲۵  | لوازم مصرفی     | ۲۵۲۰       | لوازم بادوام مصرفی و پوشاک         | ۲۵۲۰۲۰ | محصولات اوقات فراغت                              | ۲۵۲۰۲۰۱۰ | محصولات اوقات فراغت                        |
| ۲۵  | لوازم مصرفی     | ۲۵۲۰       | لوازم بادوام مصرفی و پوشاک         | ۲۵۲۰۳۰ | منسوجات، پوشاک و کالاهای لوکس                    | ۲۵۲۰۳۰۱۰ | پوشاک، لوازم جانبی و کالاهای لوکس          |
| ۲۵  | لوازم مصرفی     | ۲۵۲۰       | لوازم بادوام مصرفی و پوشاک         | ۲۵۲۰۳۰ | منسوجات، پوشاک و کالاهای لوکس                    | ۲۵۲۰۳۰۲۰ | کفش                                        |
| ۲۵  | لوازم مصرفی     | ۲۵۲۰       | لوازم بادوام مصرفی و پوشاک         | ۲۵۲۰۳۰ | منسوجات، پوشاک و کالاهای لوکس                    | ۲۵۲۰۳۰۳۰ | منسوجات                                    |
| ۲۵  | لوازم مصرفی     | ۲۵۳۰       | خدمات مصرف‌کننده                    | ۲۵۳۰۱۰ | هتل‌ها، رستوران‌ها و اوقات فراغت                   | ۲۵۳۰۱۰۱۰ | کازینو و بازی                              |
| ۲۵  | لوازم مصرفی     | ۲۵۳۰       | خدمات مصرف‌کننده                    | ۲۵۳۰۱۰ | هتل‌ها، رستوران‌ها و اوقات فراغت                   | ۲۵۳۰۱۰۲۰ | هتل‌ها، استراحتگاه‌ها و خطوط گشت‌زنی          |
| ۲۵  | لوازم مصرفی     | ۲۵۳۰       | خدمات مصرف‌کننده                    | ۲۵۳۰۱۰ | هتل‌ها، رستوران‌ها و اوقات فراغت                   | ۲۵۳۰۱۰۳۰ | تسهیلات اوقات فراغت                        |
| ۲۵  | لوازم مصرفی     | ۲۵۳۰       | خدمات مصرف‌کننده                    | ۲۵۳۰۱۰ | هتل‌ها، رستوران‌ها و اوقات فراغت                   | ۲۵۳۰۱۰۴۰ | رستوران‌ها                                  |
| ۲۵  | لوازم مصرفی     | ۲۵۳۰       | خدمات مصرف‌کننده                    | ۲۵۳۰۲۰ | خدمات متنوع مصرف‌کننده                            | ۲۵۳۰۲۰۱۰ | خدمات آموزشی                               |
| ۲۵  | لوازم مصرفی     | ۲۵۳۰       | خدمات مصرف‌کننده                    | ۲۵۳۰۲۰ | خدمات متنوع مصرف‌کننده                            | ۲۵۳۰۲۰۲۰ | خدمات مخصوص مصرف‌کننده                      |
| ۲۵  | لوازم مصرفی     | ۲۵۵۰       | خرده‌فروشی                          | ۲۵۵۰۱۰ | توزیع‌کننده                                       | ۲۵۵۰۱۰۱۰ | توزیع‌کننده                                 |
| ۲۵  | لوازم مصرفی     | ۲۵۵۰       | خرده‌فروشی                          | ۲۵۵۰۲۰ | خرده‌فروشی اینترنتی و بازاریابی مستقیم            | ۲۵۵۰۲۰۲۰ | خرده‌فروشی اینترنتی و بازاریابی مستقیم      |
| ۲۵  | لوازم مصرفی     | ۲۵۵۰       | خرده‌فروشی                          | ۲۵۵۰۳۰ | خرده‌فروشی چندخطه                                 | ۲۵۵۰۳۰۱۰ | بخش فروشگاه‌ها                              |
| ۲۵  | لوازم مصرفی     | ۲۵۵۰       | خرده‌فروشی                          | ۲۵۵۰۳۰ | خرده‌فروشی چندخطه                                 | ۲۵۵۰۳۰۲۰ | فروشگاه‌های عمومی کالا                      |
| ۲۵  | لوازم مصرفی     | ۲۵۵۰       | خرده‌فروشی                          | ۲۵۵۰۴۰ | خرده‌فروشی تخصصی                                  | ۲۵۵۰۴۰۱۰ | خرده‌فروشی پوشاک                            |
| ۲۵  | لوازم مصرفی     | ۲۵۵۰       | خرده‌فروشی                          | ۲۵۵۰۴۰ | خرده‌فروشی تخصصی                                  | ۲۵۵۰۴۰۲۰ | خرده‌فروشی رایانه و الکترونیک               |
| ۲۵  | لوازم مصرفی     | ۲۵۵۰       | خرده‌فروشی                          | ۲۵۵۰۴۰ | خرده‌فروشی تخصصی                                  | ۲۵۵۰۴۰۳۰ | خرده‌فروشی بهبود خانه                       |
| ۲۵  | لوازم مصرفی     | ۲۵۵۰       | خرده‌فروشی                          | ۲۵۵۰۴۰ | خرده‌فروشی تخصصی                                  | ۲۵۵۰۴۰۴۰ | فروشگاه‌های تخصصی                           |
| ۲۵  | لوازم مصرفی     | ۲۵۵۰       | خرده‌فروشی                          | ۲۵۵۰۴۰ | خرده‌فروشی تخصصی                                  | ۲۵۵۰۴۰۵۰ | خرده‌فروشی اتومبیل                          |
| ۲۵  | لوازم مصرفی     | ۲۵۵۰       | خرده‌فروشی                          | ۲۵۵۰۴۰ | خرده‌فروشی تخصصی                                  | ۲۵۵۰۴۰۶۰ | خرده‌فروشی مبلمان خانه                      |
| ۳۰  | مواد خام مصرفی  | ۳۰۱۰       | خرده‌فروشی مواد خام و غذایی         | ۳۰۱۰۱۰ | خرده‌فروشی مواد خام و غذایی                       | ۳۰۱۰۱۰۱۰ | خرده‌فروشی دارو                             |
| ۳۰  | مواد خام مصرفی  | ۳۰۱۰       | خرده‌فروشی مواد خام و غذایی         | ۳۰۱۰۱۰ | خرده‌فروشی مواد خام و غذایی                       | ۳۰۱۰۱۰۲۰ | توزیع‌کنندگان غذا                           |
| ۳۰  | مواد خام مصرفی  | ۳۰۱۰       | خرده‌فروشی مواد خام و غذایی         | ۳۰۱۰۱۰ | خرده‌فروشی مواد خام و غذایی                       | ۳۰۱۰۱۰۳۰ | خرده‌فروشی غذا                              |
| ۳۰  | مواد خام مصرفی  | ۳۰۱۰       | خرده‌فروشی مواد خام و غذایی         | ۳۰۱۰۱۰ | خرده‌فروشی مواد خام و غذایی                       | ۳۰۱۰۱۰۴۰ | هایپرمارکت‌ها و سوپرمارکت‌ها                 |
| ۳۰  | مواد خام مصرفی  | ۳۰۲۰       | مواد غذایی، نوشیدنی و دخانیات      | ۳۰۲۰۱۰ | نوشیدنی‌ها                                        | ۳۰۲۰۱۰۱۰ | آبجوها                                     |
| ۳۰  | مواد خام مصرفی  | ۳۰۲۰       | مواد غذایی، نوشیدنی و دخانیات      | ۳۰۲۰۱۰ | نوشیدنی‌ها                                        | ۳۰۲۰۱۰۲۰ | تقطیرکننده‌ها و شراب فروش‌ها                 |
| ۳۰  | مواد خام مصرفی  | ۳۰۲۰       | مواد غذایی، نوشیدنی و دخانیات      | ۳۰۲۰۱۰ | نوشیدنی‌ها                                        | ۳۰۲۰۱۰۳۰ | نوشابه‌ها                                   |
| ۳۰  | مواد خام مصرفی  | ۳۰۲۰       | مواد غذایی، نوشیدنی و دخانیات      | ۳۰۲۰۲۰ | محصولات غذایی                                    | ۳۰۲۰۲۰۱۰ | محصولات کشاورزی                            |
| ۳۰  | مواد خام مصرفی  | ۳۰۲۰       | مواد غذایی، نوشیدنی و دخانیات      | ۳۰۲۰۲۰ | محصولات غذایی                                    | ۳۰۲۰۲۰۳۰ | مواغذایی بسته‌بندی شده و گوشت‌ها             |
| ۳۰  | مواد خام مصرفی  | ۳۰۲۰       | مواد غذایی، نوشیدنی و دخانیات      | ۳۰۲۰۳۰ | توتون و تنباکو                                   | ۳۰۲۰۳۰۱۰ | توتون و تنباکو                             |
| ۳۰  | مواد خام مصرفی  | ۳۰۳۰       | محصولات خانگی و شخصی               | ۳۰۳۰۱۰ | محصولات خانگی                                    | ۳۰۳۰۱۰۱۰ | محصولات خانگی                              |
| ۳۰  | مواد خام مصرفی  | ۳۰۳۰       | محصولات خانگی و شخصی               | ۳۰۳۰۲۰ | محصولات شخصی                                     | ۳۰۳۰۲۰۱۰ | محصولات شخصی                               |
| ۳۵  | بهداشت و درمان  | ۳۵۱۰       | تجهیزات و خدمات بهداشتی            | ۳۵۱۰۱۰ | تجهیزات و لوازم بهداشتی                          | ۳۵۱۰۱۰۱۰ | تجهیزات بهداشتی                            |
| ۳۵  | بهداشت و درمان  | ۳۵۱۰       | تجهیزات و خدمات بهداشتی            | ۳۵۱۰۱۰ | تجهیزات و لوازم بهداشتی                          | ۳۵۱۰۱۰۲۰ | لوازم بهداشتی                              |
| ۳۵  | بهداشت و درمان  | ۳۵۱۰       | تجهیزات و خدمات بهداشتی            | ۳۵۱۰۲۰ | خدمات و ارائه‌دهندگان بهداشتی                     | ۳۵۱۰۲۰۱۰ | توزیع‌کنندگان بهداشتی                       |
| ۳۵  | بهداشت و درمان  | ۳۵۱۰       | تجهیزات و خدمات بهداشتی            | ۳۵۱۰۲۰ | خدمات و ارائه‌دهندگان بهداشتی                     | ۳۵۱۰۲۰۱۵ | خدمات بهداشتی                              |
| ۳۵  | بهداشت و درمان  | ۳۵۱۰       | تجهیزات و خدمات بهداشتی            | ۳۵۱۰۲۰ | خدمات و ارائه‌دهندگان بهداشتی                     | ۳۵۱۰۲۰۲۰ | تسهیلات بهداشتی                            |
| ۳۵  | بهداشت و درمان  | ۳۵۱۰       | تجهیزات و خدمات بهداشتی            | ۳۵۱۰۲۰ | خدمات و ارائه‌دهندگان بهداشتی                     | ۳۵۱۰۲۰۳۰ | مراقبت‌های بهداشتی مدیریت شده               |
| ۳۵  | بهداشت و درمان  | ۳۵۱۰       | تجهیزات و خدمات بهداشتی            | ۳۵۱۰۳۰ | تکنولوژی مراقبت‌های بهداشتی                       | ۳۵۱۰۳۰۱۰ | تکنولوژی مراقبت‌های بهداشتی                 |
| ۳۵  | بهداشت و درمان  | ۳۵۲۰       | داروسازی، بیوتکنولوژی و علوم زندگی | ۳۵۲۰۱۰ | بیوتکنولوژی                                      | ۳۵۲۰۱۰۱۰ | بیوتکنولوژی                                |
| ۳۵  | بهداشت و درمان  | ۳۵۲۰       | داروسازی، بیوتکنولوژی و علوم زندگی | ۳۵۲۰۲۰ | داروسازی                                         | ۳۵۲۰۲۰۱۰ | داروسازی                                   |
| ۳۵  | بهداشت و درمان  | ۳۵۲۰       | داروسازی، بیوتکنولوژی و علوم زندگی | ۳۵۲۰۳۰ | خدمات و ابزار علوم زندگی                         | ۳۵۲۰۳۰۱۰ | خدمات و ابزار علوم زندگی                   |
| ۴۰  | امور مالی       | ۴۰۱۰       | بانک                               | ۴۰۱۰۱۰ | بانک                                             | ۴۰۱۰۱۰۱۰ | بانک‌های گوناگون                            |
| ۴۰  | امور مالی       | ۴۰۱۰       | بانک                               | ۴۰۱۰۱۰ | بانک                                             | ۴۰۱۰۱۰۱۵ | بانک‌های منطقه‌ای                            |
| ۴۰  | امور مالی       | ۴۰۱۰       | بانک                               | ۴۰۱۰۲۰ | سرمایه‌گذاری و امور مالی وام                      | ۴۰۱۰۲۰۱۰ | سرمایه‌گذاری و امور مالی وام                |
| ۴۰  | امور مالی       | ۴۰۲۰       | امور مالی گوناگون                  | ۴۰۲۰۱۰ | خدمات مالی گوناگون                               | ۴۰۲۰۱۰۲۰ | خدمات مالی گوناگون دیگر                    |
| ۴۰  | امور مالی       | ۴۰۲۰       | امور مالی گوناگون                  | ۴۰۲۰۱۰ | خدمات مالی گوناگون                               | ۴۰۲۰۱۰۳۰ | هلدینگ‌های چند بخشی                         |
| ۴۰  | امور مالی       | ۴۰۲۰       | امور مالی گوناگون                  | ۴۰۲۰۱۰ | خدمات مالی گوناگون                               | ۴۰۲۰۱۰۴۰ | امور مالی تخصصی                            |
| ۴۰  | امور مالی       | ۴۰۲۰       | امور مالی گوناگون                  | ۴۰۲۰۲۰ | امور مالی مصرف‌کننده                              | ۴۰۲۰۲۰۱۰ | امور مالی مصرف‌کننده                        |
| ۴۰  | امور مالی       | ۴۰۲۰       | امور مالی گوناگون                  | ۴۰۲۰۳۰ | بازارهای سرمایه                                  | ۴۰۲۰۳۰۱۰ | مدیریت دارایی و بانک‌های حفاظتی             |
| ۴۰  | امور مالی       | ۴۰۲۰       | امور مالی گوناگون                  | ۴۰۲۰۳۰ | بازارهای سرمایه                                  | ۴۰۲۰۳۰۲۰ | بانکداری سرمایه‌گذاری و کارگزاری            |
| ۴۰  | امور مالی       | ۴۰۲۰       | امور مالی گوناگون                  | ۴۰۲۰۳۰ | بازارهای سرمایه                                  | ۴۰۲۰۳۰۳۰ | بازارهای سرمایه متنوع                      |
| ۴۰  | امور مالی       | ۴۰۲۰       | امور مالی گوناگون                  | ۴۰۲۰۳۰ | بازارهای سرمایه                                  | ۴۰۲۰۳۰۴۰ | مبادلات مالی و داده                        |
| ۴۰  | امور مالی       | ۴۰۲۰       | امور مالی گوناگون                  | ۴۰۲۰۴۰ | وام‌های سرمایه‌گذاری املاک و مستغلات (REITs)       | ۴۰۲۰۴۰۱۰ | وام REITs                                  |
| ۴۰  | امور مالی       | ۴۰۳۰       | بیمه                               | ۴۰۳۰۱۰ | بیمه                                             | ۴۰۳۰۱۰۱۰ | کارگزاران بیمه                             |
| ۴۰  | امور مالی       | ۴۰۳۰       | بیمه                               | ۴۰۳۰۱۰ | بیمه                                             | ۴۰۳۰۱۰۲۰ | بیمه عمر و بهداشت                          |
| ۴۰  | امور مالی       | ۴۰۳۰       | بیمه                               | ۴۰۳۰۱۰ | بیمه                                             | ۴۰۳۰۱۰۳۰ | بیمه چند خطی                               |
| ۴۰  | امور مالی       | ۴۰۳۰       | بیمه                               | ۴۰۳۰۱۰ | بیمه                                             | ۴۰۳۰۱۰۴۰ | بیمه اموال و حوادث                         |
| ۴۰  | امور مالی       | ۴۰۳۰       | بیمه                               | ۴۰۳۰۱۰ | بیمه                                             | ۴۰۳۰۱۰۵۰ | بیمه مجدد                                  |
| ۴۵  | فناوری اطلاعات  | ۴۵۱۰       | نرم‌افزار و خدمات                   | ۴۵۱۰۲۰ | خدمات IT                                         | ۴۵۱۰۲۰۱۰ | مشاوره IT و دیگر خدمات                     |
| ۴۵  | فناوری اطلاعات  | ۴۵۱۰       | نرم‌افزار و خدمات                   | ۴۵۱۰۲۰ | خدمات IT                                         | ۴۵۱۰۲۰۲۰ | پردازش اطلاعات و خدمات برون‌سپاری           |
| ۴۵  | فناوری اطلاعات  | ۴۵۱۰       | نرم‌افزار و خدمات                   | ۴۵۱۰۲۰ | خدمات IT                                         | ۴۵۱۰۲۰۳۰ | خدمات اینترنتی و زیرساخت‌ها                 |
| ۴۵  | فناوری اطلاعات  | ۴۵۱۰       | نرم‌افزار و خدمات                   | ۴۵۱۰۳۰ | نرم‌افزار                                         | ۴۵۱۰۳۰۱۰ | نرم‌افزار برنامه                            |
| ۴۵  | فناوری اطلاعات  | ۴۵۱۰       | نرم‌افزار و خدمات                   | ۴۵۱۰۳۰ | نرم‌افزار                                         | ۴۵۱۰۳۰۲۰ | نرم‌افزار سیستم‌ها                           |
| ۴۵  | فناوری اطلاعات  | ۴۵۲۰       | تکنولوژی سخت‌افزار و تجهیزات        | ۴۵۲۰۱۰ | تجهیزات ارتباطی                                  | ۴۵۲۰۱۰۲۰ | تجهیزات ارتباطی                            |
| ۴۵  | فناوری اطلاعات  | ۴۵۲۰       | تکنولوژی سخت‌افزار و تجهیزات        | ۴۵۲۰۲۰ | تکنولوژی سخت‌افزار، ذخیره‌سازی و لوازم جانبی       | ۴۵۲۰۲۰۳۰ | تکنولوژی سخت‌افزار، ذخیره‌سازی و لوازم جانبی |
| ۴۵  | فناوری اطلاعات  | ۴۵۲۰       | تکنولوژی سخت‌افزار و تجهیزات        | ۴۵۲۰۳۰ | تجهیزات، ابزار و قطعات الکترونیکی                | ۴۵۲۰۳۰۱۰ | تجهیزات، ابزار و قطعات الکترونیکی          |
| ۴۵  | فناوری اطلاعات  | ۴۵۲۰       | تکنولوژی سخت‌افزار و تجهیزات        | ۴۵۲۰۳۰ | تجهیزات، ابزار و قطعات الکترونیکی                | ۴۵۲۰۳۰۱۵ | قطعات الکترونیکی                           |
| ۴۵  | فناوری اطلاعات  | ۴۵۲۰       | تکنولوژی سخت‌افزار و تجهیزات        | ۴۵۲۰۳۰ | تجهیزات، ابزار و قطعات الکترونیکی                | ۴۵۲۰۳۰۲۰ | خدمات تولید الکترونیکی                     |
| ۴۵  | فناوری اطلاعات  | ۴۵۲۰       | تکنولوژی سخت‌افزار و تجهیزات        | ۴۵۲۰۳۰ | تجهیزات، ابزار و قطعات الکترونیکی                | ۴۵۲۰۳۰۳۰ | توزیع‌کنندگان تکنولوژی                      |
| ۴۵  | فناوری اطلاعات  | ۴۵۳۰       | نیمه‌هادی‌ها و تجهیزات نیمه‌هادی      | ۴۵۳۰۱۰ | نیمه‌هادی‌ها و تجهیزات نیمه‌هادی                    | ۴۵۳۰۱۰۱۰ | تجهیزات نیمه‌هادی                           |
| ۴۵  | فناوری اطلاعات  | ۴۵۳۰       | نیمه‌هادی‌ها و تجهیزات نیمه‌هادی      | ۴۵۳۰۱۰ | نیمه‌هادی‌ها و تجهیزات نیمه‌هادی                    | ۴۵۳۰۱۰۲۰ | نیمه‌هادی‌ها                                 |
| ۵۰  | خدمات ارتباطی   | ۵۰۱۰       | خدمات ارتباط از راه دور            | ۵۰۱۰۱۰ | خدمات ارتباط از راه دور متنوع                    | ۵۰۱۰۱۰۱۰ | حامل‌های جایگزین                            |
| ۵۰  | خدمات ارتباطی   | ۵۰۱۰       | خدمات ارتباط از راه دور            | ۵۰۱۰۱۰ | خدمات ارتباط از راه دور متنوع                    | ۵۰۱۰۱۰۲۰ | خدمات ارتباط از راه دور یکپارچه            |
| ۵۰  | خدمات ارتباطی   | ۵۰۱۰       | خدمات ارتباط از راه دور            | ۵۰۱۰۲۰ | خدمات ارتباط از راه دور بی‌سیم                    | ۵۰۱۰۲۰۱۰ | خدمات ارتباط از راه دور بی‌سیم              |
| ۵۰  | خدمات ارتباطی   | ۵۰۲۰       | رسانه و سرگرمی                     | ۵۰۲۰۱۰ | رسانه                                            | ۵۰۲۰۱۰۱۰ | تبلیغات                                    |
| ۵۰  | خدمات ارتباطی   | ۵۰۲۰       | رسانه و سرگرمی                     | ۵۰۲۰۱۰ | رسانه                                            | ۵۰۲۰۱۰۲۰ | پخش کردن                                   |
| ۵۰  | خدمات ارتباطی   | ۵۰۲۰       | رسانه و سرگرمی                     | ۵۰۲۰۱۰ | رسانه                                            | ۵۰۲۰۱۰۳۰ | کابل و ماهواره                             |
| ۵۰  | خدمات ارتباطی   | ۵۰۲۰       | رسانه و سرگرمی                     | ۵۰۲۰۱۰ | رسانه                                            | ۵۰۲۰۱۰۴۰ | انتشار کردن                                |
| ۵۰  | خدمات ارتباطی   | ۵۰۲۰       | رسانه و سرگرمی                     | ۵۰۲۰۲۰ | سرگرمی                                           | ۵۰۲۰۲۰۱۰ | فیلم و سرگرمی                              |
| ۵۰  | خدمات ارتباطی   | ۵۰۲۰       | رسانه و سرگرمی                     | ۵۰۲۰۲۰ | سرگرمی                                           | ۵۰۲۰۲۰۲۰ | سرگرمی خانگی تعاملی                        |
| ۵۰  | خدمات ارتباطی   | ۵۰۲۰       | رسانه و سرگرمی                     | ۵۰۲۰۳۰ | رسانه‌ها و خدمات تعاملی                           | ۵۰۲۰۳۰۱۰ | رسانه‌ها و خدمات تعاملی                     |
| ۵۵  | صنایع همگانی    | ۵۵۱۰       | صنایع همگانی                       | ۵۵۱۰۱۰ | صنایع همگانی برق‌رسانی                            | ۵۵۱۰۱۰۱۰ | صنایع همگانی برق‌رسانی                      |
| ۵۵  | صنایع همگانی    | ۵۵۱۰       | صنایع همگانی                       | ۵۵۱۰۲۰ | صنایع همگانی گازرسانی                            | ۵۵۱۰۲۰۱۰ | صنایع همگانی گازرسانی                      |
| ۵۵  | صنایع همگانی    | ۵۵۱۰       | صنایع همگانی                       | ۵۵۱۰۳۰ | صنایع همگانی چندکاره                             | ۵۵۱۰۳۰۱۰ | صنایع همگانی چندکاره                       |
| ۵۵  | صنایع همگانی    | ۵۵۱۰       | صنایع همگانی                       | ۵۵۱۰۴۰ | صنایع همگانی آب‌رسانی                             | ۵۵۱۰۴۰۱۰ | صنایع همگانی آب‌رسانی                       |
| ۵۵  | صنایع همگانی    | ۵۵۱۰       | صنایع همگانی                       | ۵۵۱۰۵۰ | تولیدکنندگان مستقل قدرت و برق تجدیدپذیر          | ۵۵۱۰۵۰۱۰ | تولیدکنندگان مستقل قدرت و بازرگانان انرژی  |
| ۵۵  | صنایع همگانی    | ۵۵۱۰       | صنایع همگانی                       | ۵۵۱۰۵۰ | تولیدکنندگان مستقل قدرت و برق تجدیدپذیر          | ۵۵۱۰۵۰۲۰ | برق تجدیدپذیر                              |
| ۶۰  | املاک و مستغلات | ۶۰۱۰       | املاک و مستغلات                    | ۶۰۱۰۱۰ | سهام سرمایه‌گذاری معاملات املاک و مستغلات (REITs) | 60101010 | REITs متنوع                                |
| ۶۰  | املاک و مستغلات | ۶۰۱۰       | املاک و مستغلات                    | ۶۰۱۰۱۰ | سهام سرمایه‌گذاری معاملات املاک و مستغلات (REITs) | 60101020 | REITs صنعتی                                |
| ۶۰  | املاک و مستغلات | ۶۰۱۰       | املاک و مستغلات                    | ۶۰۱۰۱۰ | سهام سرمایه‌گذاری معاملات املاک و مستغلات (REITs) | 60101030 | REITs هتل و استراحتگاه                     |
| ۶۰  | املاک و مستغلات | ۶۰۱۰       | املاک و مستغلات                    | ۶۰۱۰۱۰ | سهام سرمایه‌گذاری معاملات املاک و مستغلات (REITs) | 60101040 | REITs اداره                                |
| ۶۰  | املاک و مستغلات | ۶۰۱۰       | املاک و مستغلات                    | ۶۰۱۰۱۰ | سهام سرمایه‌گذاری معاملات املاک و مستغلات (REITs) | 60101050 | REITs مراقبت‌های بهداشتی                    |
| ۶۰  | املاک و مستغلات | ۶۰۱۰       | املاک و مستغلات                    | ۶۰۱۰۱۰ | سهام سرمایه‌گذاری معاملات املاک و مستغلات (REITs) | 60101060 | REITs مسکونی                               |
| ۶۰  | املاک و مستغلات | ۶۰۱۰       | املاک و مستغلات                    | ۶۰۱۰۱۰ | سهام سرمایه‌گذاری معاملات املاک و مستغلات (REITs) | 60101070 | REITs خرده‌فروشی                            |
| ۶۰  | املاک و مستغلات | ۶۰۱۰       | املاک و مستغلات                    | ۶۰۱۰۱۰ | سهام سرمایه‌گذاری معاملات املاک و مستغلات (REITs) | 60101080 | REITs تخصصی                                |
| ۶۰  | املاک و مستغلات | ۶۰۱۰       | املاک و مستغلات                    | ۶۰۱۰۲۰ | مدیریت و توسعه املاک و مستغلات                   | ۶۰۱۰۲۰۱۰ | فعالیت‌های گوناگون املاک و مستغلات          |
| ۶۰  | املاک و مستغلات | ۶۰۱۰       | املاک و مستغلات                    | ۶۰۱۰۲۰ | مدیریت و توسعه املاک و مستغلات                   | ۶۰۱۰۲۰۲۰ | شرکت‌های عامل املاک و مستغلات               |
| ۶۰  | املاک و مستغلات | ۶۰۱۰       | املاک و مستغلات                    | ۶۰۱۰۲۰ | مدیریت و توسعه املاک و مستغلات                   | ۶۰۱۰۲۰۳۰ | توسعه املاک و مستغلات                      |
| ۶۰  | املاک و مستغلات | ۶۰۱۰       | املاک و مستغلات                    | ۶۰۱۰۲۰ | مدیریت و توسعه املاک و مستغلات                   | ۶۰۱۰۲۰۴۰ | خدمات املاک و مستغلات                      |